# Nijolė Naujokienė
Nijolė Naujokienė (* 5. Oktober 1954 in Kėdainiai) ist eine litauische Politikerin, Bürgermeisterin der Rajongemeinde Kėdainiai (2005–2011).

## Leben
1981 absolvierte sie das Diplomstudium der Biologie-Pädagogik am Vilniaus pedagoginis institutas. Bis 2004 arbeitete sie als Lehrerin-Expertin der Biologie (Qualifikation) an der  "Atžalynas"-Mittelschule Kėdainiai. Von 2004 bis 2005 war sie Verwaltungsdirektorin der Rajongemeinde (unter Bürgermeisterin Virginija Baltraitienė) und von 2005 bis 2007 sowie von 2007 bis 2011 Bürgermeisterin, seit 2011 stellvertretende Bürgermeisterin.
Ab 1999 war sie Mitglied von Naujoji sąjunga partijos narė, ab 2004 von Darbo partija, ab 2006 von Pilietinės demokratijos partija (unter Viktoras Muntianas), ab 2010 wieder von Darbo partija.
Sie ist verheiratet. Mit dem Ehegatten Vytautas haben den Sohn Nerijus und die Töchtern Giedrė und Lina.

## Bibliografie
- Nijolė Naujokienė, Irena Ūsienė. Individualioji biologijos mokymo programa 11-12 klasėms, Vilnius, Vaga, 2001